# Mount Lyell (kulle i Australien, Western Australia)
Mount Lyell är en kulle i Australien. Den ligger i kommunen Wyndham-East Kimberley och delstaten Western Australia, omkring 2 000 kilometer nordost om delstatshuvudstaden Perth. Toppen på Mount Lyell är 179 meter över havet, eller 57 meter över den omgivande terrängen. Bredden vid basen är 1,1 km.
Trakten runt Mount Lyell är nära nog obefolkad, med mindre än två invånare per kvadratkilometer.. Det finns inga samhällen i närheten.
Omgivningarna runt Mount Lyell är huvudsakligen savann. Genomsnittlig årsnederbörd är 1 697 millimeter. Den regnigaste månaden är januari, med i genomsnitt 385 mm nederbörd, och den torraste är augusti, med 1 mm nederbörd.